# The Midnight Visitor
The Midnight Visitor è un cortometraggio muto del 1914 diretto da Rupert Julian.

## Trama
Julian, nonostante la moglie sia incinta all'ultimo mese, la lascia sola a casa per andare a giocare a carte al club. L'uomo, però, sente un po' di rimorso per essere andato via e, mentre gioca, si distrae spesso pensando alla moglie che potrebbe avere bisogno di lui. A mezzanotte, i giocatori se ne vanno. Julian, avendo bevuto, viene colto dal sonno e si addormenta con la testa sul tavolo. A casa, la moglie è agitata e quando vede un brutto ceffo che guarda dentro con il viso premuto sul vetro della finestra, la donna urla dallo spavento ricadendo sul letto apparentemente senza vita. Julian si sveglia con la visione del volto terrorizzato della moglie. Corre a casa, dove incontra il medico e l'infermiera che lo informano che la moglie è morta. Colpito dallo shock, Julian si vede qualche tempo più tardi seduto in giardino con qualcuno che lo assiste. Tra le mani ha il vestito di un bambino a brandelli. Gli appare la visione della moglie morta che lo chiama. Lui la segue attraverso un bosco fino ad arrivare a un precipizio che lo attira a sé. Julian cade: ha avuto un orribile incubo dal quale lo risveglia la caduta dalla sedia. Arrivato a casa, incontra medico e infermiere: il medico gli sussurra qualcosa all'orecchio. Julian, in punta di piedi, si avvicina al letto dove vede sua moglie che giace stesa tranquillamente con un neonato accanto. L'uomo si inginocchia, chiedendole perdono.

## Produzione
Il film fu prodotto dalla Rex Motion Picture Company.

## Distribuzione
Distribuito dalla Universal Film Manufacturing Company, il film - un cortometraggio in una bobina - uscì nelle sale cinematografiche statunitensi il 9 agosto 1916.